# 咸陽呂氏
咸陽呂氏（ハミャンニョし、かんようりょし、함양여씨）は、朝鮮の氏族の一つ。本貫は慶尚南道咸陽郡である。2015年調査では、34,835人である（他に同系列の星州呂氏は13,467人、星山呂氏は9,503人、いずれも慶尚北道星州郡を本貫とする）。
始祖は、中国唐の翰林学士で、黄巣が反乱を起こした際に新羅に帰化した呂御梅である。

## 行列字
| ○世孫  | 24       | 25       | 26       | 27       | 28       | 29       | 30       | 31       | 32       | 33       |
| ------ | -------- | -------- | -------- | -------- | -------- | -------- | -------- | -------- | -------- | -------- |
| 行列字 | 영（永） | 동（東） | 섭（燮） | 규（圭） | 현（鉉） | 운（運） | 구（九） | 인（寅） | 수（壽） | 성（成） |
| ○世孫  | 34       | 35       | 36       | 37       | 38       | 39       | 40       | 41       | 42       | 43       |
| 行列字 | 희（熙） | 병（秉） | 재（宰） | 정（廷） | 조（肇） | 종（鍾） | 준（準） | 상（相） | 환（煥） | 기（基） |